# Biuretreaktion
Die Biuretreaktion, auch der Biuret-Assay oder der Biuret-Test, ist eine chemische Nachweisreaktion für Biuret und für Proteine, genauer für deren Peptidbindungen.

## Nachweisprinzip

Kupferbiuretkomplex

Peptidbindungen sind ein elementarer Bestandteil von Proteinen. Mit der Biuretprobe können Proteine photometrisch in Proben nachgewiesen werden.
Bei dieser Proteinbestimmungsmethode gehen Verbindungen mit mindestens zwei Peptidbindungen in wässrig-alkalischer Lösung einen farbigen Komplex mit zweiwertigen Kupferionen ein. Daraus resultiert ein Farbumschlag nach dunkelviolett. Diese Nachweismethode ist – im Vergleich zu anderen Färbemethoden – jedoch eine der unspezifischsten. So komplexieren beispielsweise auch Tyrosinreste Kupferionen und tragen zur Farbstoffbildung bei.
Die Nachweisgrenze liegt bei 1 bis 10 µg Protein pro Milliliter.
Praktisch wird die zu untersuchende Lösung mit Natronlauge versetzt, wenig Kupfersulfat-Lösung zugegeben und geschüttelt. Die Messung der Farbintensität kann bei 540 bis 550 nm erfolgen.
Trotz des Namens wird für die Reaktion kein Biuret benötigt. Vielmehr bildet Biuret aufgrund seiner Amidbindung einen ähnlichen Komplex und kann daher als Positivkontrolle dienen.

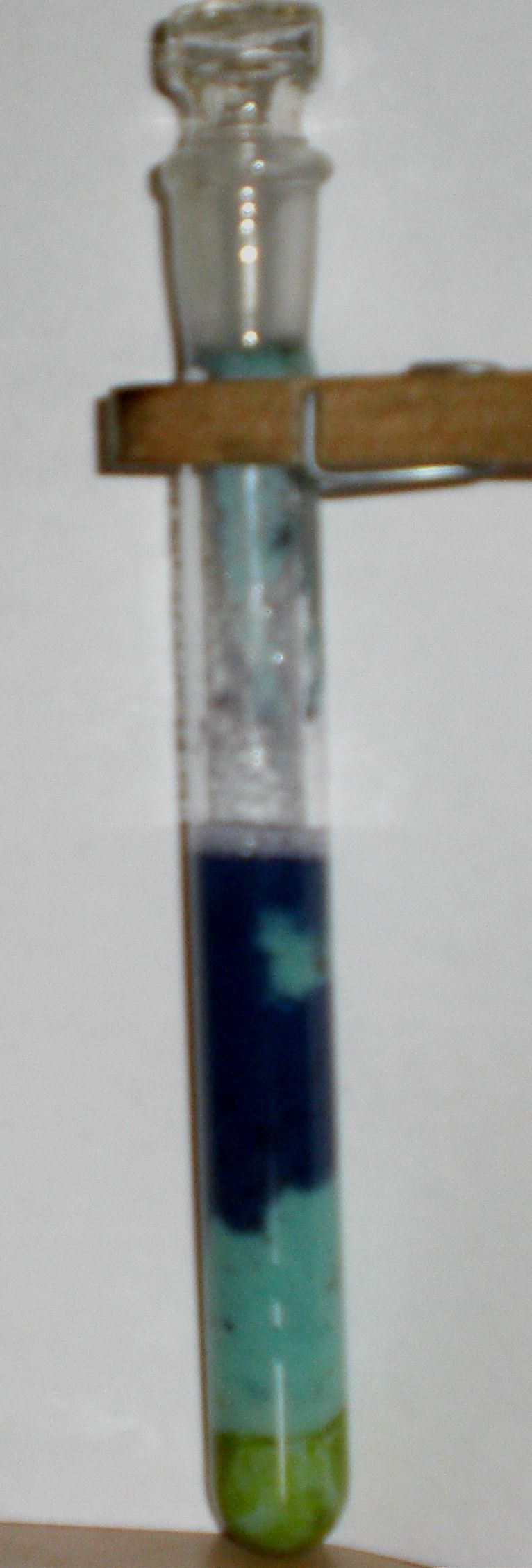
Biuret-Probe mit Hühnereigelb

## Weitere Nachweisreaktionen für Proteine
- Xanthoprotein-Reaktion
- Millon-Reaktion
- Ninhydrinreaktion
- Kaiser-Test
- Bradford-Test
- Lowry-Test
- Folin-Ciocalteu-Reagenz
- BCA-Test